# Cyclopogon prasophylloides
Cyclopogon prasophylloides är en orkidéart som först beskrevs av Leslie Andrew Garay, och fick sitt nu gällande namn av Dariusz Lucjan Szlachetko. Cyclopogon prasophylloides ingår i släktet Cyclopogon, och familjen orkidéer. Inga underarter finns listade i Catalogue of Life.